# Foxboro Stadium
El Foxboro Stadium va ser un estadi situat a Foxborough (Massachusetts), als Estats Units, a uns 35 km al sud-oest del centre de la ciutat de Boston. Tenia una capacitat de 60.000 espectadors aproximadament.
Va ser inaugurat el 1971 per albergar els partits de futbol americà dels New England Patriots de la National Football League.
A més hi van jugar equips professionals de futbol: els New England Tea Men de la North American Soccer League des de 1978 fins a 1980, i el New England Revolution (MLS) des de 1996 fins a 2001.
S'hi van jugar sis partits de la Copa Mundial de Futbol de 1994, entre d'altres Argentina contra Grècia en el qual Maradona va marcar el seu últim gol mundialista. El partit Argentina-Nigèria és tristament recordat perquè Diego Armando Maradona no va passar el control antidopatge, el que va ser l'inici de l'ocàs de la seva carrera al futbol mundial.
Foxboro també va albergar cinc partits de la Copa Mundial Femenina de Futbol de 1999, així com la final de la Major League Soccer de 1996 i 1999, i també els partits dels Boston College Eagles de la Divisió I de l'NCAA de futbol americà universitari.
D'altra banda, va acollir concerts musicals de Madonna, Bob Dylan, Metallica, Van Halin, Scorpions, Guns N' Roses, Pink Floyd i The Rolling Stones.
La construcció va costar amb prou feines 7 milions de dòlars, a causa que la franquícia no va rebre suport financer del govern estatal ni local. A més de l'escàs confort, la falta de sostre el va fer especialment fred i ventós a l'hivern.
L'estadi va ser demolit poc després de la fi de la temporada 2001, en la qual els New England Patriots van guanyar la seva primera Super Bowl. Al mateix lloc es va construir un estadi nou, el Gillette Stadium, equipat amb restaurants, llotges i altres serveis dels quals mancava el Foxboro Stadium.

## Copa Mundial de Futbol de 1994
- Partit: Argentina VS Grècia
  - Resultat: 4-0
  - Data: 21 de juny de 1994
  - Assistència: 54.456 espectadors
- Partit: Argentina VS Nigèria
  - Resultat: 2-1
  - Data: 25 de juny de 1994
  - Assistència: 54.456 espectadors
- Partit: Nigèria VS Grècia
  - Resultat: 2-0
  - Data: 30 de juny de 1994
  - Assistència: 53.000 espectadors
- Partit: Nigèria VS Itàlia
  - Resultat: 1-2
  - Data: 5 de juliol de 1994
  - Assistència: 54.367 espectadors
- Partit: Itàlia VS Espanya
  - Resultat: 2-1
  - Data: 9 de juliol de 1994
  - Assistència: 53.400 espectadors